# Shin’ichi Hoshi

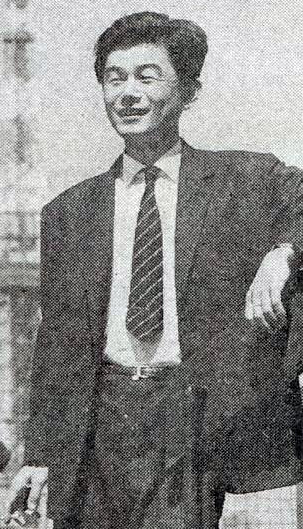
Shin’ichi Hoshi, 1963

Shin’ichi Hoshi (星 新一, Hoshi Shin’ichi; * 6. September 1926 in Tokio; † 30. Dezember 1997 ebenda) war einer der bekanntesten japanischen Krimi- und Science-Fiction-Schriftsteller sowie Drehbuchautoren.

## Leben
Shin’ichi Hoshi wurde am 6. September 1926 als Sohn des japanischen Unternehmers und Politikers Hajime Hoshi (1873–1951) in Tokio geboren und wuchs bei seinen Großeltern auf. Er sollte die chemisch-pharmazeutische Fabrik seiner Familie übernehmen und  nahm deswegen ein naturwissenschaftliches Studium an der Staatlichen Universität von Tokio auf. Er erwarb 1950 einen Magistergrad in Agrikulturchemie mit einer Arbeit über Amylase-Gewinnung und begann, an seiner Doktorarbeit zu schreiben. Jedoch starb ein Jahr danach sein Vater, und Hoshi musste seine akademische Laufbahn abbrechen und als Leiter des Unternehmens tätig werden. Dieses stellte sich als völlig heruntergewirtschaftet heraus, und nach kurzer Zeit war er gezwungen, die Firma abzugeben. Nach dem Ende seines Unternehmerdaseins verbrachte Hoshi einige orientierungslose Jahre mit dem Brettspiel Go und Kinobesuchen. Die dort gezeigten Filme und die Lektüre von Ray Bradburys Erzählungszyklus Die Mars-Chroniken brachten ihn auf den Gedanken, SF zu schreiben, und er veröffentlichte 1957 seine erste Geschichte in einem Fanzine. Diese Geschichte wurde von dem renommierten Monatsmagazin Hoseki nachgedruckt, weitere Texte folgten, und schließlich wurde Hoshi zu einem ständigen Mitarbeiter der Zeitschrift. Er schrieb auch für damals neugegründeten Zeitschriften SF-Magazin und Hitchcock-Magazin und verfasste Drehbücher für die SF-Fernsehserie Raumschiff Simca (realisiert mit Marionetten).
Im Jahr 1961 wurde sein erster Band mit Kurz-Kurzgeschichten veröffentlicht. Diese oft nur drei bis fünf Seiten langen Werke waren seine Spezialität und machten ihn in zu einem der bekanntesten SF-Autoren Japans. In seinen Kürzestgeschichten schilderte er mit ironischem Humor die Auswirkungen von Zukunftsängsten und die tragikomischen Aspekte der modernen Existenz; seine Texte sind gekennzeichnet von bizarren Situationen, unerwarteten Wendungen und überraschenden Pointen. Er verfasste aber auch zwei SF-Romane, Krimis und weitere Drehbücher für das Fernsehen, sowie ein naturwissenschaftliches Sachbuch für Jugendliche; in der Regel erschienen jedes Jahr zwei bis drei Bücher. Zusammen mit Sakyō Komatsu und Yasutaka Tsutsui wird er zu den „Großen Drei“ der japanischen Science-Fiction gerechnet.
Der Puppenfilm Die Blume und der Maulwurf, zu dem er das Drehbuch schrieb, wurde 1966 beim Festival in Venedig mit einem Preis ausgezeichnet.
In Deutschland erschien 1982 Ein hinterlistiger Planet mit 40 seiner mehr als 1.000 Kurzgeschichten.
Shin’ichi Hoshi starb am 30. Dezember 1997.

## Werke (in deutscher Übersetzung)
- Shinichi Hoshi: Ein hinterlistiger Planet. (Kurzgeschichten). Übersetzt von Keiko Miriam Inaba, Hertha Zidek & Michael Morgental. Heyne (Heyne SF&F #3892), München 1982, ISBN 3-453-30815-8.
- Shinichi Hoshi: Verrückte Planeten. 7 Science-fiction-Geschichten, Schweizerisches Jugendschriften-Werk Zürich, 1985 DNB 870756958, (Auswahl aus Ein hinterlistiger Planet)